# Levata del Sole

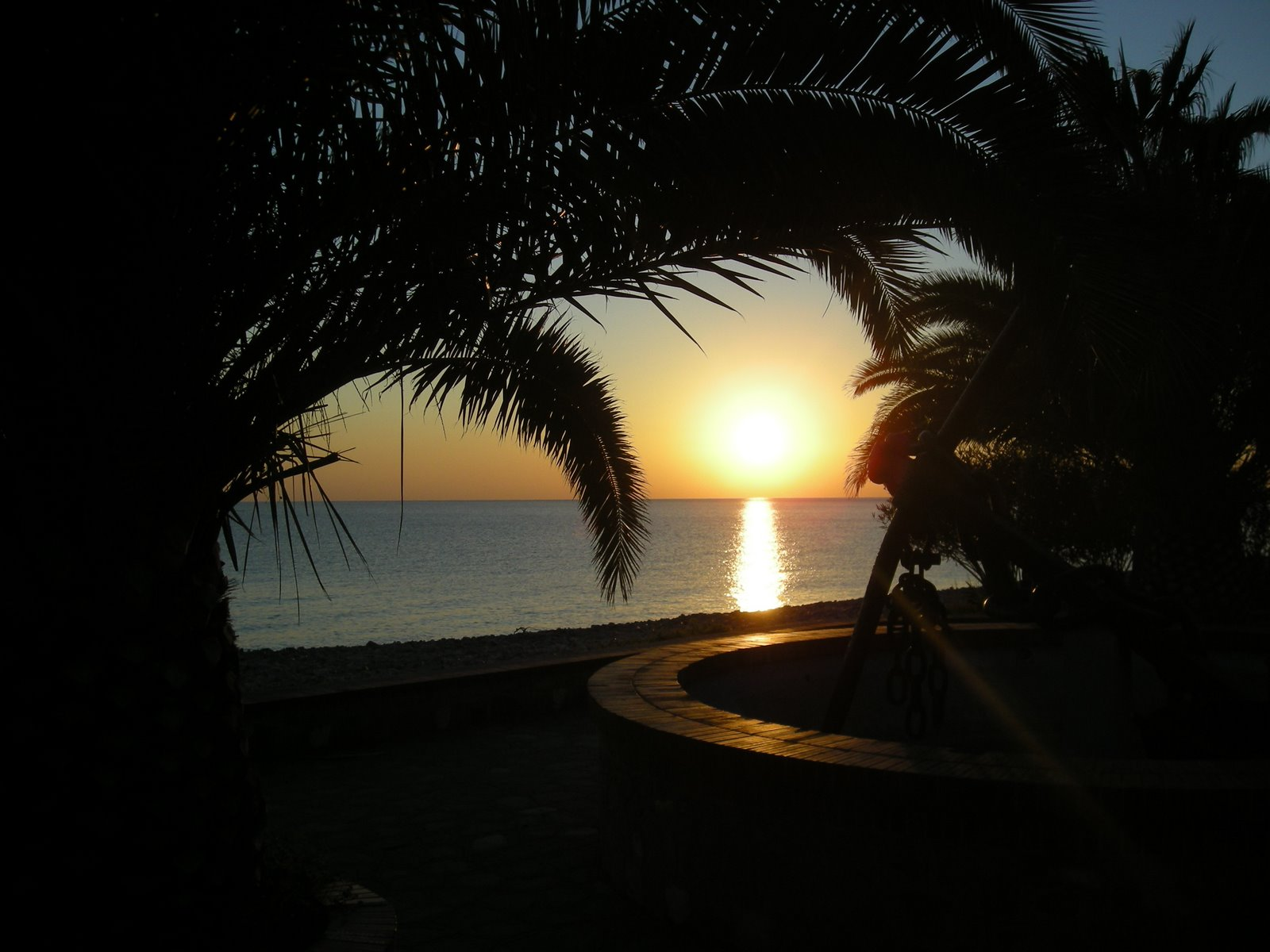
La levata del Sole sul mare

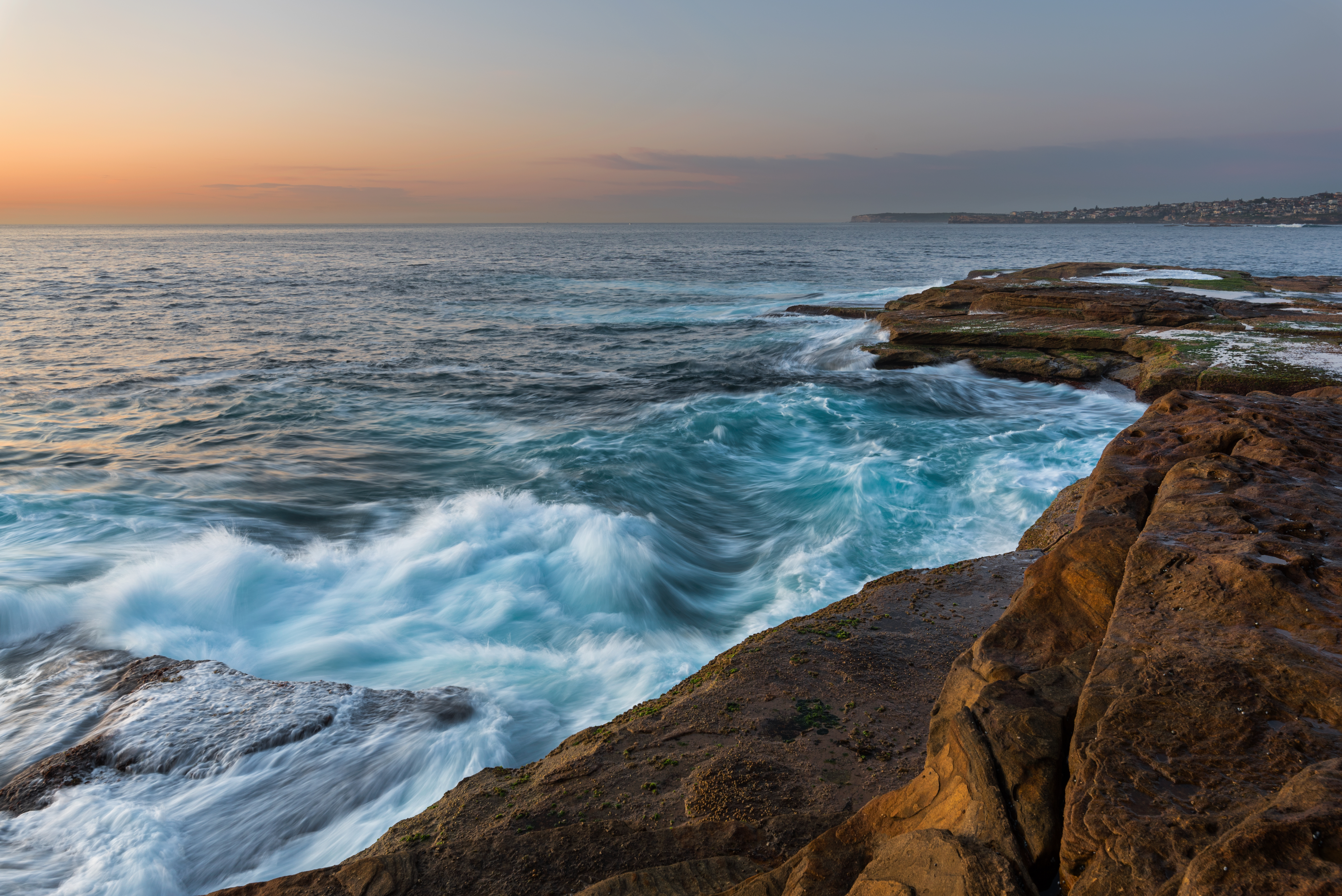
La levata del Sole sul mare, Sydney, Australia

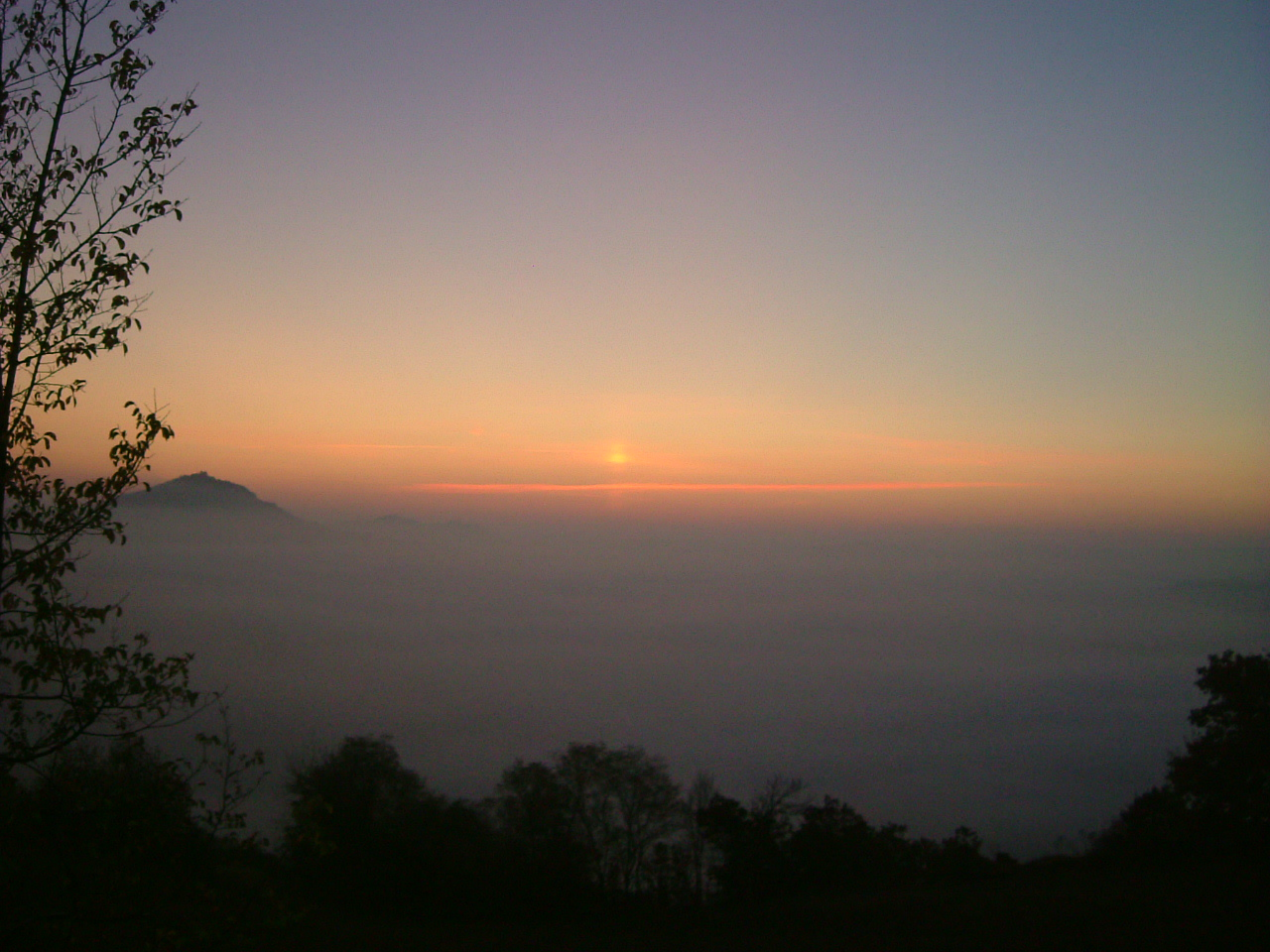
In questa immagine è visibile quella che viene definita falsa alba, una particolare forma di parelio.

La levata del Sole (o sorgere del Sole) è il momento in cui il Sole appare all'orizzonte e comprende il momento terminale dell'alba. La levata, quindi, non dura un solo istante, che corrisponde al momento in cui il bordo superiore dell'astro diviene visibile sopra l'orizzonte.

## Orario
Generalmente si ritiene che la levata del Sole si verifica quando il bordo superiore della stella appare sopra l'orizzonte, tuttavia, le effemeridi mostrano l'ora durante il quale il centro del Sole attraversa l'orizzonte, che avviene solitamente in uno o due minuti. L'analemma può essere usato per predire l'ora approssimativa della levata del Sole che avviene quindi in anticipo rispetto alle effemeridi; questo anticipo varia con la latitudine e le stagioni: ad esempio all'equinozio, a 45° di latitudine, è poco meno di 5 minuti. Lo stesso problema, naturalmente, si verifica al calar del Sole al tramonto, che avviene in ritardo rispetto alle effemeridi. 
A causa della rifrazione dell'atmosfera terrestre, la levata si verifica prima che il bordo superiore del Sole raggiunga il piano dell'orizzonte. Convenzionalmente si stabilisce che la levata astronomica è il momento in cui il centro della stella si trova 50 minuti d'arco al di sotto dell'orizzonte, poiché il raggio del disco solare è 16 minuti d'arco e questo si somma ai 34 minuti d'arco che è la quantità media di rifrazione atmosferica. L'effettivo momento in cui il bordo solare appare sull'orizzonte, tuttavia, dipende in piccola misura anche dalle condizioni atmosferiche del luogo. L'ora della levata del Sole quindi varia con la longitudine e, a causa della inclinazione dell'asse terrestre e dell'eccentricità orbitale, varia nel corso dell'anno e in proporzioni diverse a seconda della latitudine, dell'altitudine, e non possono essere calcolati esattamente per ogni luogo della Terra.

## Latitudine
Vicino all'equatore, i cambiamenti nell'ora del sorgere del sole riproducono quelli dell'equazione del tempo intorno ad un valore medio, oscillando di pochi minuti due volte l'anno: la levata diminuisce da metà febbraio a metà maggio e cresce fino a fine luglio per poi diminuire fino all'inizio di novembre e crescere fino a metà febbraio dell'anno successivo. Il sole sorge presto ai primi di novembre e più tardi all'inizio di febbraio, tuttavia il divario tra questi due periodi all'equatore è meno di mezz'ora.
Alle basse latitudini (14º parallelo), vi è un periodo (settembre nell'emisfero settentrionale, aprile nell'emisfero australe) durante il quale il Sole sorge circa alla stessa ora ogni giorno.
Alle medie latitudini, il sole sorge sempre più precocemente in inverno e in primavera. Le variazioni poi rallentano gradualmente e in estate e autunno la levata avviene sempre più tardi, anche se le più tardive non si verificano ai solstizi: nell'emisfero boreale, il sole sorge più tardi all'inizio di gennaio, mentre il contrario avviene a metà giugno. La differenza nell'orario della levata tra i due periodi raggiunge le diverse ore.
Alle alte latitudini, oltre i circoli polari, c'è un periodo in cui il sole rimane costantemente sopra l'orizzonte e un altro in cui si trova sempre sotto, per cui, in entrambi i casi, la levata del Sole non si verifica.
La latitudine ha anche effetti sul punto esatto in cui sorge il Sole: esso si trova esattamente ad est solo durante gli equinozi, mentre durante i solstizi questi punti si spostano verso nord o sud, a seconda dell'emisfero e del periodo dell'anno.